# Ozineus alienus
Ozineus alienus är en skalbaggsart som beskrevs av Julius Melzer 1932. Ozineus alienus ingår i släktet Ozineus och familjen långhorningar. Inga underarter finns listade i Catalogue of Life.